# Nu Serpentis
Nu Serpentis (53 Serpentis) é uma estrela na direção da constelação de Serpens. Possui uma ascensão reta de 17h 20m 49.64s e uma declinação de −12° 50′ 48.8″. Sua magnitude aparente é igual a 4.32. Considerando sua distância de 193 anos-luz em relação à Terra, sua magnitude absoluta é igual a 0.45. Pertence à classe espectral A0/A1V.